# Medlov (ort i Tjeckien, Olomouc)
Medlov är en ort i Tjeckien.   Den ligger i regionen Olomouc, i den östra delen av landet, 190 km öster om huvudstaden Prag. Medlov ligger 252 meter över havet och antalet invånare är 1 560.
Terrängen runt Medlov är huvudsakligen platt, men norrut är den kuperad.Runt Medlov är det ganska tätbefolkat, med 62 invånare per kvadratkilometer. Närmaste större samhälle är Uničov, 4,6 km öster om Medlov. Trakten runt Medlov består till största delen av jordbruksmark.